# The Buddy Holly Story
The Buddy Holly Story is een Amerikaanse biografische film uit 1978 die het levensverhaal vertelt van rock-'n-roll-legende Buddy Holly. De filmmuziek van Joe Renzetti werd bekroond met een Oscar, hoofdrolspeler Gary Busey sleepte een Oscarnominatie in de wacht. De film werd geregisseerd door Steve Rash en is gebaseerd op de biografie Buddy Holly: His Life and Music uit 1975, geschreven door John Goldrosen.

## Verhaal
In 1956 treden Buddy Holly en zijn vrienden drummer Jesse Charles en basgitarist Ray Bob Simmons regelmatig op in Lubbock (Texas) onder de naam The Crickets. Hun optreden is te beluisteren op een lokaal radiostation. Wanneer Holly een countrynummer speelt en vervolgens overschakelt naar een rock-'n-roll-nummer gaan de tieners helemaal uit de bol, tot grote ergernis van de sponsor van het radiostation. Riley, de baas van het radiostation, vertelt Holly dat de vicepresident van Coral Records wil dat de band een opname komt maken in Nashville (Tennessee).
In de opnamestudio botst de rock-'n-roll-visie van Holly met de visie van de producers die The Crickets countrymuziek willen zien spelen. Later zegt Riley dat hij een opname van het optreden van The Crickets naar de New Yorkse muziekproducent Ross Turner heeft gestuurd. In de overtuiging dat de demotape een masterexemplaar is, brengt Turner deze uit zonder te beseffen dat de band geen contract heeft. De plaat is een hit en Holly kan zich nu voltijds met muziek bezighouden. In New York ontmoeten The Crickets Turner en na aanvankelijke weerstand is hij het ermee eens dat Holly de muziek kan maken die hij wil.
Sol Gittler boekt The Crickets voor het bekende Apollo Theater in Harlem, in de veronderstelling dat het een zwarte band is. Hij is stomverbaasd als er drie blanke Texanen komen opdagen en hij weigert ze te laten optreden, uit angst voor de reactie van het publiek. Holly wijst erop dat in het telegram van Gittler staat dat ze maar een week in New York hoeven te zijn om $1.000 te krijgen, dus laat Gittler ze alsnog optreden als de eerste blanke act ooit in de Apollo. Na een ongemakkelijk begin wint Holly's muziek al snel het publiek en zijn The Crickets een hit. Turners secretaresse, Maria Elena Santiago, trekt Holly's aandacht, maar hun ontluikende romance komt bijna ten einde als haar strenge tante weigert hen uit te laten gaan. Holly overtuigt haar om van gedachten te veranderen en op hun eerste date vraagt Holly Maria ten huwelijk. Ze accepteert en ze trouwen kort daarna.
Na twee jaar succes beginnen Ray Bob en Jesse zich overschaduwd te voelen door Holly. Zij willen stoppen en terugkeren naar Texas, terwijl Holly vindt dat hun plaats in New York is om populair te blijven. Na hun optreden in The Ed Sullivan Show op CBS keren Jesse en Ray Bob terug naar Lubbock met de afspraak dat ze de naam The Crickets mogen behouden. Holly betreurt hun vertrek maar gaat door met muziek schrijven. Hij is aanvankelijk bang om zonder hen op te treden, maar zijn manager benadrukt dat toeren noodzakelijk is om succes te blijven hebben. Holly is opgetogen als Maria zwanger wordt, maar ze ziet dat hij professioneel gefrustreerd is en ze spoort hem aan om op tournee te gaan.
Op 2 februari 1959 chartert Holly een privévliegtuig om naar Moorhead (Minnesota) te vliegen omdat hun tourbus in panne staat. The Big Bopper en Ritchie Valens vergezellen hem op de vlucht. The Crickets, die nostalgisch zijn en de band nieuw leven willen inblazen, zijn van plan zich bij Holly te voegen bij zijn volgende concert. Na het spelen van zijn laatste nummer, "Not Fade Away", neemt Holly afscheid van het publiek. Een onderschrift onthult dat Holly, Valens en de Bopper die nacht omkwamen in een vliegtuigongeluk "... en de rest is Rock 'n Roll".

## Rolverdeling
| Acteur               | Personage         |
| -------------------- | ----------------- |
| Gary Busey           | Buddy Holly       |
| Don Stroud           | Jesse Charles     |
| Charles Martin Smith | Ray Bob Simmons   |
| Conrad Janis         | Ross Turner       |
| William Jordan       | Riley             |
| Maria Richwine       | María Elena Holly |
| Amy Johnston         | Cindy Lou         |
| Dick O'Neill         | Sol Gittler       |
| Fred Travalena       | Madman Mancuso    |
| Neva Patterson       | Mrs. Holly        |
| Arch Johnson         | Mr. Holly         |
| John Goff            | T. J.             |
| Gloria Irizarry      | Mrs. Santiago     |
| Jody Berry           | Engineer Sam      |
| Richard Kennedy      | Preacher          |
| Jim Beach            | Wilson            |
| Gailard Sartain      | The Big Bopper    |
| Albert Popwell       | Eddie Foster      |
| Paul Mooney          | Sam Cooke         |
| Freeman King         | Apollo M.C.       |
| Stymie Beard         | Luther            |
| Craig White          | King Curtis       |
| Jerry Zaremba        | Eddie Cochran     |

## Prijzen en nominaties
De film won de Oscar voor beste originele muziek van Joe Renzetti. Busey werd genomineerd voor de Oscar voor beste mannelijke hoofdrol en Tex Rudloff, Joel Fein, Curly Thirlwell en Willie D. Burton werden genomineerd voor de Oscar voor beste geluid.

## Trivia
De namen van The Crickets-bandleden Jerry Allison en Joe Mauldin werden in de film gewijzigd in respectievelijk Jesse Charles en Ray Bob Simmons om juridische stappen te voorkomen omdat hun rechten verkocht werden aan een andere filmproductie die ook aan Holly's verhaal werkte.